# 卡拉布克體育會
卡拉比克體育會（土耳其語：Karabükspor），全名為卡爾德米勒鋼鐵集團卡拉比克體育會（Kardemir Demir Çelik Karabükspor），或簡稱卡德米勒卡拉比克體育會（Kardemir Karabükspor），常稱為卡拉比克，土耳其職業體育會，位於卡拉比克。球會成立於1969年，由卡拉比克青年體育會（Karabük Gençlikspor）及鋼鐵體育會（Demir Çelik Spor）合併而成。卡拉比克體育會旗下包括足球、輪椅籃球及排球。球會暱稱為藍火焰，源於城市入口的卡爾德米勒鋼鐵集團工廠的煙槍噴出藍火。因此卡拉比克被視為代表工人的一支球會。

## 外部連結
- 官網（页面存档备份，存于）
- 土耳其足協網站卡拉比克體育會專頁 （页面存档备份，存于）